# 西部航空施設隊
西部航空施設隊（せいぶこうくうしせつたい）は、芦屋基地に所在する西部航空方面隊隷下の航空施設隊である。

## 沿革
- 1961年（昭和36年）02月： 芦屋基地において新編
- 1967年（昭和42年）10月： 改編により芦屋基地に第1作業隊、新田原基地に第2作業隊を新設
- 1974年（昭和49年）04月11日： 部隊長官職名が「隊長」から「隊司令」へ改称[2]
- 1991年（平成03年）03月： 改編により築城基地に第3作業隊新設

## 部隊編成
- 隊本部
- 第1作業隊
- 第2作業隊（新田原基地）
- 第3作業隊（築城基地）
- 管理班

## 主要幹部
| 官職名             | 階級    | 氏名     | 補職発令日     | 前職                         |
| ------------------ | ------- | -------- | -------------- | ---------------------------- |
| 西部航空施設隊司令 | 1等空佐 | 村上圭輔 | 2016年12月05日 | 航空総隊司令部装備部施設課長 |

| 代 | 氏名   | 在職期間                                                    | 前職        | 後職               |
| -- | ------ | ----------------------------------------------------------- | ----------- | ------------------ |
|    | 山廣茂 | 0000年00月00日 - 1974年04月10日 ※1973年01月01日 1等空佐昇任 | （2等陸佐） | 西部航空施設隊司令 |

| 代 | 氏名     | 在職期間                                                    | 前職                                                    | 後職                                                    |
| -- | -------- | ----------------------------------------------------------- | ------------------------------------------------------- | ------------------------------------------------------- |
|    | 山廣茂   | 1974年04月11日 - 1974年04月30日                             | 西部航空施設隊長                                        | 航空総隊司令部装備部施設班長                            |
|    | 相澤正悟 | 0000年00月00日 - 1977年03月15日 ※1975年07月01日 1等空佐昇任 | （2等空佐）                                             | 航空自衛隊第3術科学校第2教育部長                        |
|    | 福田吉次 | 0000年00月00日 - 1979年03月15日 ※1977年07月01日 1等空佐昇任 | （2等空佐）                                             | 南西航空混成団司令部装備部長                            |
|    | 橋本博元 | 1979年03月16日 - 1981年03月15日                             | 航空幕僚監部防衛部施設課管理班長                        | 航空幕僚監部防衛部施設課計画班長                        |
|    |          | 0000年00月00日 - 0000年00月00日                             |                                                         |                                                         |
|    | 江藤光則 | 0000年00月00日 - 1985年06月30日                             |                                                         | 航空自衛隊第3術科学校第2教育部長                        |
|    | 上村重男 | 1985年07月01日 - 1988年07月31日                             | 西部航空方面隊司令部勤務                                | 西部航空警戒管制団基地業務群司令                        |
|    | 鈴木利光 | 1988年08月01日 - 1990年07月31日                             | 航空幕僚監部防衛部施設課管理班長                        | 航空総隊司令部装備部施設課長                            |
|    | 御廚美至 | 1990年08月01日 - 1993年11月30日                             | 航空教育集団司令部装備部施設課長                        | 西部航空警戒管制団副司令                                |
|    | 山口達一 | 1993年12月01日 - 1994年11月30日                             | 第8航空団基地業務群司令                                 | 航空幕僚監部防衛部施設課 施設整備企画調整官 兼 計画班長 |
|    | 遠藤達   | 1994年12月01日 - 1997年11月30日                             | 航空総隊司令部装備部施設課長                            | 中部航空施設隊司令                                      |
|    | 湶助     | 1997年12月01日 - 2000年03月31日                             | 航空総隊司令部装備部施設課長                            | 第3航空団副司令                                         |
|    | 福田実   | 2000年04月01日 - 2001年07月31日                             | 航空幕僚監部防衛部施設課管理班長                        | 航空幕僚監部監理部総務課 基地対策室長                   |
|    | 福井孝   | 2001年08月01日 - 2003年07月31日                             | 航空幕僚監部防衛部施設課 施設整備企画調整官 兼 計画班長 | 第6航空団副司令                                         |
|    | 江頭基喜 | 2003年08月01日 - 2004年07月31日                             | 航空幕僚監部防衛部施設課 施設整備企画調整官 兼 計画班長 | 航空幕僚監部防衛部施設課長                              |
|    | 井口康彦 | 2004年08月01日 - 2007年07月31日                             | 航空幕僚監部防衛部施設課管理班長                        | 防衛大学校訓練部学生課長                                |
|    | 高橋芳彦 | 2007年08月01日 - 2009年03月23日                             | 航空幕僚監部防衛部施設課 施設整備企画調整官 兼 計画班長 | 航空幕僚監部防衛部施設課長                              |
|    | 山下俊司 | 2009年03月24日 - 2010年03月31日                             | 航空システム通信隊 システム管理群司令                   | 第7航空団副司令                                         |
|    | 中岡和彦 | 2010年04月01日 - 0000年00月00日                             | 航空総隊司令部装備部施設課長                            |                                                         |
|    | 大倉育信 | 2011年08月01日 - 2013年08月21日                             | 近畿中部防衛局東海防衛支局 岐阜防衛事務所長             | 航空教育集団司令部総務部長                              |
|    | 田代剛   | 2013年08月22日 - 2016年12月04日                             | 航空幕僚監部防衛部施設課 施設基準班長                   | 航空自衛隊幹部学校勤務                                  |
|    | 村上圭輔 | 2016年12月05日 -                                            | 航空総隊司令部装備部施設課長                            |                                                         |